# Abuso minorile (ordinamento italiano)
L'abuso minorile, nell'ordinamento penale italiano, è un reato.

## Fonti
Fino al 1996 il reato di abuso sessuale ai danni di un minore era previsto dall'art. 519 comma 2 del codice penale.
Con la legge 66 del 15 febbraio 1996, Norme contro la violenza sessuale, si è disposta l'abrogazione integrale della disciplina previgente e si è delineata una fattispecie ad hoc intitolata "Atti sessuali con minorenne" (per distinguere i casi in cui il minore abbia prestato il suo consenso da quelli in cui vi è stata vera e propria costrizione), aggiungendo al codice penale i seguenti articoli:
- art. 609 bis: Violenza sessuale
- art. 609 ter: Circostanze aggravanti (della violenza sessuale)
- art. 609 quater: Atti sessuali con minorenne (minore dell'età del consenso, che varia a seconda dei casi)[2]
- art. 609 quinquies: Corruzione di minorenne
- art. 609 sexies: Ignoranza dell'età della persona offesa
- art. 609 septies: Querela di parte
- art. 609 novies: Pene accessorie e altri effetti penali
- art. 609 decies: Comunicazione al tribunale per i minorenni

Successivamente è stata emanata la legge 269/1998, Norme contro lo sfruttamento della prostituzione, della pornografia, del turismo sessuale in danno di minori, quali nuove forme di riduzione in schiavitù, chiamata informalmente, e con terminologia inesatta, "legge anti-pedofilia". Questa legge ha introdotto nel codice penale gli articoli:
- art. 600 bis: Prostituzione minorile
- art. 600 ter: Pornografia minorile
- art. 600 quater: Detenzione di materiale pornografico (minorile)
- art. 600 quinquies: Iniziative turistiche volte allo sfruttamento della prostituzione minorile

La legge 269/1998 è stata recentemente aggiornata dalla legge n. 38 del 2 marzo 2006 (38/2006), pubblicata nella Gazzetta Ufficiale del 15 febbraio 2006, recante titolo: Disposizioni in materia di lotta contro lo sfruttamento sessuale dei bambini e la pedopornografia anche a mezzo Internet (legge che modifica la precedente normativa in particolare adeguandola ai recenti accordi internazionali e alla decisione quadro europea). Le principali novità hanno riguardato:
- inasprimento delle pene
- ampliamento della nozione di pornografia minorile e del suo ambito
- modifica dell'art. 600 bis del codice penale (prostituzione minorile): viene punito chi compie atti sessuali, in cambio di denaro o di altra utilità, con minori di età compresa tra i 14 e i 18 anni (precedentemente l'età era compresa tra i 14 e i 16 anni)
- introduzione della nozione di Pedofilia e pedopornografia culturale: punisce con la reclusione da tre a cinque anni, chiunque, con qualsiasi mezzo, anche telematico, e con qualsiasi forma di espressione, istiga a commettere reati di prostituzione minorile, di pornografia minorile e detenzione di materiale pedopornografico, di violenza sessuale nei confronti di bambini e di corruzione di minore.
- introduzione della nozione di Adescamento di minorenni- grooming (art. 609 undecies): stabilisce che per «adescamento si intende qualsiasi atto volto a carpire la fiducia del minore attraverso artifici, lusinghe o minacce posti in essere anche mediante l'utilizzo della rete Internet o di altre reti o mezzi di comunicazione», e che tale condotta sia punita con la pena da uno a tre anni.
- obbligo per i tour operator che organizzano i viaggi di inserire in modo evidente, sui cataloghi e sui documenti forniti agli utenti, la dicitura: "la legge italiana punisce con la reclusione i reati concernenti la prostituzione e la pornografia minorile, anche se commessi all'estero"
- introduzione della pornografia minorile virtuale. Le pene previste (dagli art. 600 ter e 600 quater del codice penale) per i reati di pornografia minorile si possono applicare – seppure diminuite di un terzo – anche alle immagini virtuali. Per immagini virtuali si intendono quelle realizzate ritoccando foto di minori o parti di esse "con tecniche di elaborazione grafica (...) la cui qualità di rappresentazione fa apparire come vere situazioni non reali"
- agevolazione dell'attività degli inquirenti attraverso la possibilità di arresto in flagranza di reato per l'acquisto o la cessione di materiale pornografico minorile anche virtuale. L'arresto è facoltativo e può essere deciso in base alle quantità e alla qualità del materiale reperito
- introduzione tra le pene accessorie dell'interdizione perpetua da qualsiasi incarico nelle scuole di ogni ordine e grado, negli uffici o nelle strutture, pubbliche o private, frequentate prevalentemente da minori.

Rimane inalterata la previsione finale dell'art. 609 bis, nota come attenuante della minore gravità, secondo la quale: "Nei casi di minore gravità la pena è diminuita in misura non eccedente i due terzi".
Tale attenuante viene di frequente invocata dalla parte difensiva nei procedimenti penali per i reati di abuso minorile. 

Con la sentenza n. 3026 del 27 settembre 2018, la Corte di Cassazione ha stabilito che il reato di violenza sessuale è consumato quando "la condotta violenta dell'agente abbia determinato un'evidente e concreta invasione della sfera intima della vittima", negando la concessione dell'attenuante che era stata basata su elementi, quali: "la brevità della relazione corporea tra agente e vittima" e "la mancata penetrazione e soddisfazione erotica dell'aggressore". Sono invece state considerate potenziali aggravanti l'età precoce della vittima, la prolungata estensione temporale delle molestie sessuali e l'esistenza di un legame fiduciario fra vittima e aggressore.

### Aspetti di diritto comparato
La legge italiana persegue anche i reati compiuti all'estero: gli italiani che compiono turismo sessuale potrebbero essere inquisiti nello Stato estero, su denuncia delle vittime, e poi in Italia, d'ufficio dalla magistratura. Le autorità competenti straniere non sono obbligate dal diritto internazionale a dare comunicazione dei fatti alla magistratura italiana perché avvii un procedimento, né a fornire prove, atti processuali in caso di rogatoria, né collaborazione nelle indagini delle forze di polizia. Analogo discorso vale per la magistratura italiana nei confronti delle leggi e autorità competenti del Paese in cui è stato commesso il reato. Un eventuale coordinamento può essere stabilito tramite un accordo bilaterale.
Diversi ordinamenti, come Regno Unito e Stati Uniti, prevedono la costituzione di un database nazionale per i reati sessuali, ad uso interno delle Forze di Polizia, e la pubblicazione dei nomi e foto dei pedofili e predatori, dopo il termine di estinzione della pena. 
In Italia, non è ammessa la castrazione chimica.
La castrazione chimica è un trattamento farmacologico, che dovrebbe dissuadere il pedofilo da recidive eliminando la libido connessa all'atto violento ed è utilizzato in diversi Paesi, spesso in combinazione con misure di sospensione condizionale della pena. Nel corso del 2005, l'allora Ministro per le riforme Roberto Calderoli ne ripropose l'utilizzo in Italia.
Ai pedofili o ai predatori, che siano pedofili o no (attratti dalla pre-pubertà), è imposto dalla Legge Megan negli USA il divieto di frequentare o avvicinarsi a luoghi in cui sono presenti i minori o le vittime. La possibilità di emettere un ordine interdittivo contro le molestie su donne e minori è stata introdotta anche in Italia con la legge sullo Stalking.

### Convenzione di Lanzarote
Rispetto a quanto previsto dalla Convenzione di Lanzarote, resta scarsamente applicato l'accesso, anche fuori dall'ambito carcerario durante l'esecuzione della pena, dei sex offender a programmi o misure d'intervento volte a ridurre il rischio di reiterazione del reato sessuale. 

Il D. Lgs. 231/2001 in materia di responsabilità amministrativa delle persone giuridiche non è stato modificato per recepire la Convenzione di Lanzarote (art. 26), per cui in Italia non sussiste la responsabilità civile o amministrativa in materia di abuso sessuale su minori commesso da chi esercita una posizione dirigenziale con potere di rappresentanza, decisionale o di controllo.
La responsabilità delle persone giuridiche, concorrente a quella penale dei singoli, è prevista dalla Direttiva 2011/92/UE art. 12; così come i Programmi o misure di intervento su base volontaria durante o dopo il procedimento penale, efficaci per prevenire e ridurre al minimo il rischio di recidiva per i reati sessuali a danno di minori, all'interno e all'esterno delle strutture carcerarie (art. 24).